# TOKYO YANKEES
TOKYO YANKEES（とうきょうヤンキース）は、日本のロックバンド。1989年結成。1993年メジャー・デビュー。メジャーを離れた後はインディーズで活動。バンド名表記は「TOKYO YANKEES」だが、「東京ヤンキース」「東京YANKEES」「東京弥無危異寿」など様々な表記がされている。

## メンバー
- YOSHINUMA（Vocal&Bass）
- NORI（Guitar）
- U.D.A（Drums）

### 旧メンバー
- UMEMURA（Vocal）
  - 2007年12月11日午前10時10分、検査入院中に心不全のため死去。41歳没[1]。AUTO-MODのジュネなどがブログに綴っている。X JAPAN、特にYOSHIKIの弟分の中でも側近で、YOSHIKI率いるEXTASY RECORDSの副社長を務めた。

- AMI（Bass）→脱退後、CHARISMA
- HIYORI（Vocal）→脱退後、YOUTHQUAKE
- TOHDA （Guitar）→脱退後、サムライブロンディーズ。2017年6月13日死去[2][3]。
- YAMATO（Drums）→逃亡と言う形で脱退
- RICKY（Drums）→生活スタイルの違いの為脱退後、BAGNAG。

## 来歴
1988年結成。当初の活動メンバーはHIYORI, NORI, TOHDA, AMI, U.D.A。その後、HIYORIが脱退、UMEMURAが加入。1990年、TOHDA脱退。
1991年5月、エクスタシーレコードよりアルバム『Do THE DIRTY』、翌1992年10月に『Overdoing』を発売。
1993年10月、日本コロムビアよりアルバム『GHOSTRIDER』でメジャー・デビュー（2009年8月にオンデマンドCDとして再発）。コロムビアで2枚のアルバムとベスト・アルバムを発表、リーダーAMI、ドラムのU.D.A脱退のため、メジャーを離れる。
1996年、元Grimm the CapsuleのYOSHINUMAがベースに加入。元HARKEN KREUZ、死異紋危異のRICKYがドラムに加入。
1997年10月、オムニバス『LIGHTNING&THUNDER』にガーゴイル・Youthquake等と共に参加。
2000年、数回のドラマーのメンバーチェンジを経て、U.D.Aが復帰。
2000年6月、エクスタシーレコードが創設15周年を記念して制作したコンピレーション・アルバム『History of EXTASY 15th Anniversary』に参加。
2004年10月、バンド結成15周年を記念したカバー・アルバム『777』を発売。
2007年12月、ボーカルUMEMURA死去。NORI, YOSHINUMA, U.D.Aの3人でインディーズにて活動。
2008年5月、味の素スタジアムで開催されたhide10周忌追悼野外ライブ「hide memorial summit」に出演。
2015年6月、幕張メッセで開催されたLUNA SEA結成25周年記念・主宰ロックフェス「LUNATIC FEST.」に出演。

## ディスコグラフィ

### アルバム
| 発売日                       | タイトル                           | 規格品番                      | 備考                         |
| ---------------------------- | ---------------------------------- | ----------------------------- | ---------------------------- |
| 1991年5月28日                | Do THE DIRTY                       | EXC-006                       |                              |
| 1992年10月1日                | Overdoing                          | EXC-009                       |                              |
| 1993年10月21日 2009年8月24日 | GHOSTRIDER                         | COCA-11183 CORR-10407（再発） | メジャー・デビュー・アルバム |
| 1994年9月21日 2009年8月24日  | VACATE YOUR USELESS BRAIN          | COCA-11978 CORR-10408（再発） | メジャー・第2弾アルバム      |
| 1996年6月21日                | THE BEST OF 東京ヤンキース'93〜'95 | COCA-13437                    | ベスト・アルバム             |
| 2003年10月16日               | Pre emptive strike                 | FTCB-1521                     |                              |
| 2004年10月9日                | 777                                | FTCB-1631                     | カバー・アルバム             |

### 映像作品
| 発売日        | タイトル                                                           | 規格品番  |
| ------------- | ------------------------------------------------------------------ | --------- |
| 2008年8月27日 | We are the Yankees of the underworld and we're undead 20 AND ALIVE | FTBS-2058 |

### 参加作品
| 発売日        | タイトル                           | 規格品番 | 収録曲                                  |
| ------------- | ---------------------------------- | -------- | --------------------------------------- |
| 1998年10月1日 | LIGHTNING&THUNDER                  | EXO-101  | 8.Light my Fire 9.Japanese Motherfucker |
| 2000年6月21日 | History of EXTASY 15th Anniversary | EXC-020  | 14.Japanese Motherfucker                |